# Gekås
Gekås Ullared AB, i folkmun Ullared eller Gekås, är ett svenskt lågprisvaruhus i Ullared, Falkenbergs kommun. Företaget grundades 1963 av Göran Karlsson under namnet Ge-kås Manufaktur. 2015 besöktes Gekås av 4,8 miljoner kunder och sålde varor för 5,2 miljarder SEK. TV-serierna Ullared och Ullared – Jakten på storsäljaren utspelar sig i och kring varuhuset.

## Varuhuset
Den totala ytan är för närvarande (2021) 90 000 m² fördelade på butiksyta 43 000 m², lageryta 29 000 m², kontorsytor,  personalutrymmen och kundserviceytor 15 000 m², restaurang 3 000 m² plus ett antal externa lager i närområdet. Det finns 9 000 kundvagnar samt 82 utgångskassor. Varuhuset rymmer 7 500 kunder samtidigt. Efter det senaste[när?] nybygget finns det numera en tredje våning med restaurang, kaffebar och frisör. Förutom själva varuhuset äger företaget sedan ett antal år tillbaka en camping, ett motell och ett hotell där kunder övernattar. 
Den 9 november 2019 slog Gekås försäljningsrekord. Det nya rekordet lydde på 41,7 miljoner SEK på en dag, vilket slog det tidigare rekordet på 40,5 miljoner som sattes den 19 oktober tidigare samma år. Den 30 juli 2019 blev det besöksrekord då hela 29 200 kunder besökte varuhuset.    
Gekås har upp till 1 800 anställda under högsäsong. Företagets marknadsföringsstrategi har varit att undvika vanlig annonsering.

## Kundstatistik
Varuhuset besöks årligen av omkring 4,8 miljoner kunder som i genomsnitt åker omkring 21 mil enkel resa till Ullared. Den genomsnittliga kunden är en kvinna på 43 år, handlar för 3 300 kronor och besöker varuhuset två-tre gånger per år. Det är vanligt att bussresor arrangeras från i stort sett hela Sverige, samt även Norge och Danmark. Högsta antalet bussar på en dag är hittills 81 och detta rekord sattes den 30 oktober 2010.
Den 21 juli 2015 slog Gekås besöksrekord, då 28 900 kunder besökte varuhuset under dagen. Dagar med många besökare till varuhuset kan det bildas långa köer för att komma in i varuhuset. Den längsta kön någonsin var den 30 oktober 2010. Kön var då 1,4 kilometer lång.
Under 2014 passerade varuhusets kassor av 122 miljoner varor. Varuhusets sortiment utgörs av över 100 000 artiklar. Värdet av de varor som finns i varuhuset uppgår till 40 miljoner kronor. En fullastad långtradare levererar varor var 10:e minut.

## Historia
- 1963 - Företaget bildas av Göran Karlsson.
- 1967 - Företaget flyttar in i det tidigare stationshuset.
- 1971 - Ytterligare en flytt, den här gången till gamla industrilokalen (nuvarande lokal) mittemot gamla stationshuset.
- 1981 -  Handelsanställdas förbund försätter Gekås i blockad sedan Göran Karlsson vägrat teckna kollektivavtal. De anställda står på hans sida. Konflikten pågår i ett år och får stor uppmärksamhet i pressen.[7]
- 1991 - Göran Karlsson säljer företaget till sex anställda för 130 miljoner, under villkor att inte inleda konkurrerande verksamhet under loppet av tio år. Genom en förlikning ändrades denna gräns till 1998.
- 1994 - Gekås gör storinvestering och bygger ut varuhuset med 10 000 kvadratmeter.[7]
- 2000 - Varuhuset växer med ytterligare 11 500 kvadratmeter.[7] Boris Lennerhov tillträder som VD.
- 2003 - Marknadsdomstolen förbjuder Göran Karlsson med flera att använda sig av bland annat namnet Ullared i sin marknadsföring i en konflikt med Gekås[8]. Den nya kedjan byter namn till Karlsson Varuhus.
- 2004 - Den 25 juli avlider Göran Karlsson av en hjärntumör. Thomas Karlsson och Torbjörn Bäck köper ut övriga delägare för ungefär 550 miljoner och ägde därefter 50 procent vardera[9]
- 2007 - Göran Karlssons Motormuseum[10] öppnas för allmänheten.
- 2009 - Kanal 5 började att sända Ullared, en dokumentärserie om varuhuset.
- 2011 - Öppnar Gekås en restaurang med husmanskost på plan 3 i varuhuset och med plats för 550 personer.[7]
- 2012 - Invigs Textilreturen i Ullared som ett samarbete mellan Gekås, Ullared och Human Bridge.[7]
- 2013 - Malin Helde, tidigare operativ chef, blir ny vd för varuhuset Gekås Ullared. Boris Lennerhov utses till koncernchef.
- 2013 - Kung Carl XVI Gustaf besöker Gekås under sin Eriksgata.[7]
- 2015 - Jan Wallberg tillträder som koncernchef efter Boris Lennerhov.
- 2015 - Försäljningsrekord på 37,3 miljoner kronor sätts lördagen den 7 november 2015. Tidigare försäljningsrekord var på 35,3 miljoner kronor från lördagen den 10 oktober samma år.[11]
- 2017 - Jan Wallberg lämnar jobbet som koncern-VD och lämnar tillfälligt över till Boris Lennerhov som blir tillförordnad.
- 2019 - Thomas Karlsson köper Torbjörn Bäcks aktier i bolaget och blir ensam ägare av Gekås.
- 2021 - Patrik Levin tillträder posten som ny VD den 1 januari 2021.[12]
- 2022 - Nytt hotell planeras att vara klart hösten 2022[uppföljning saknas]

## Bilder

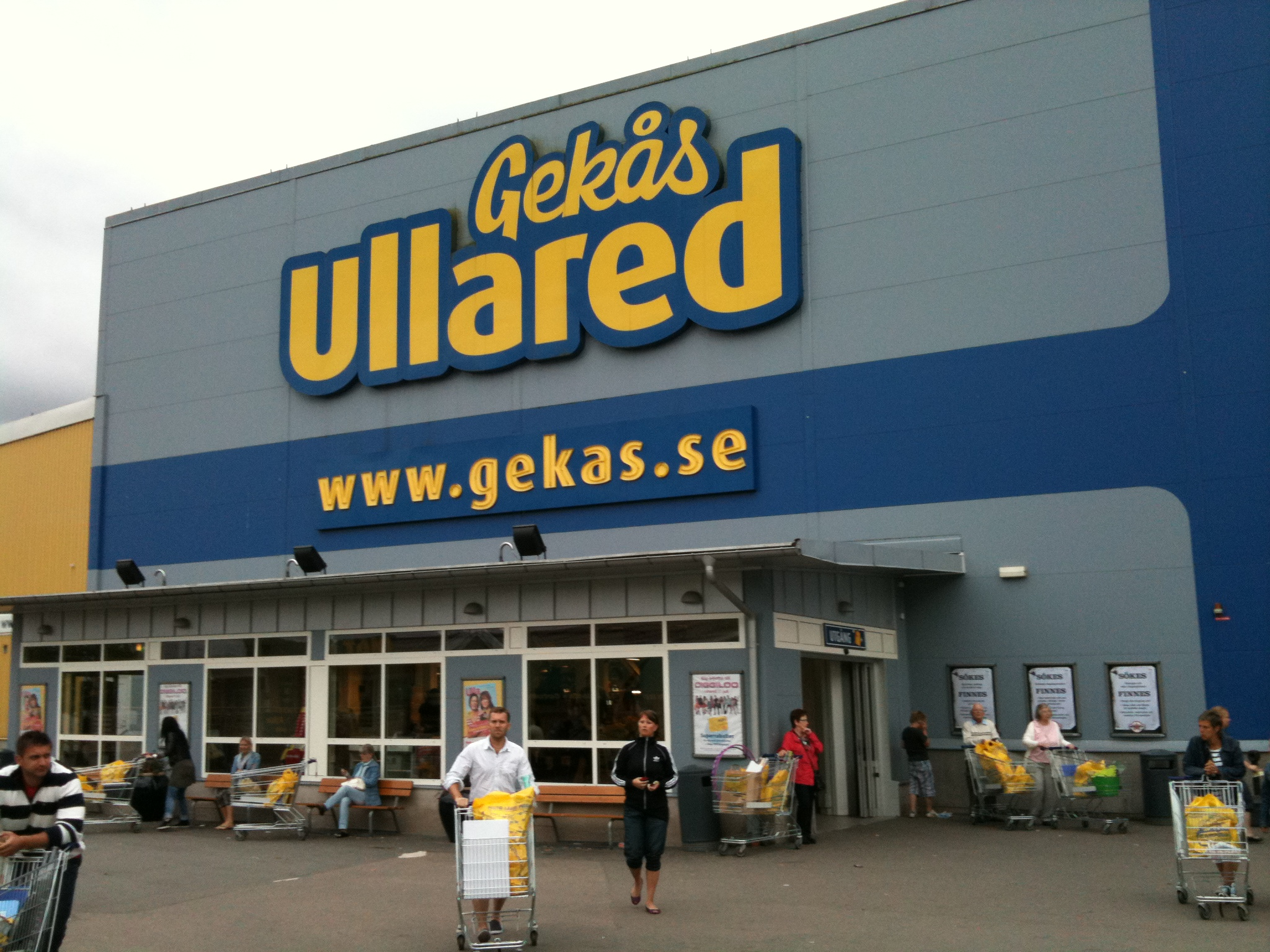
Varuhusets entré, sommaren 2010.
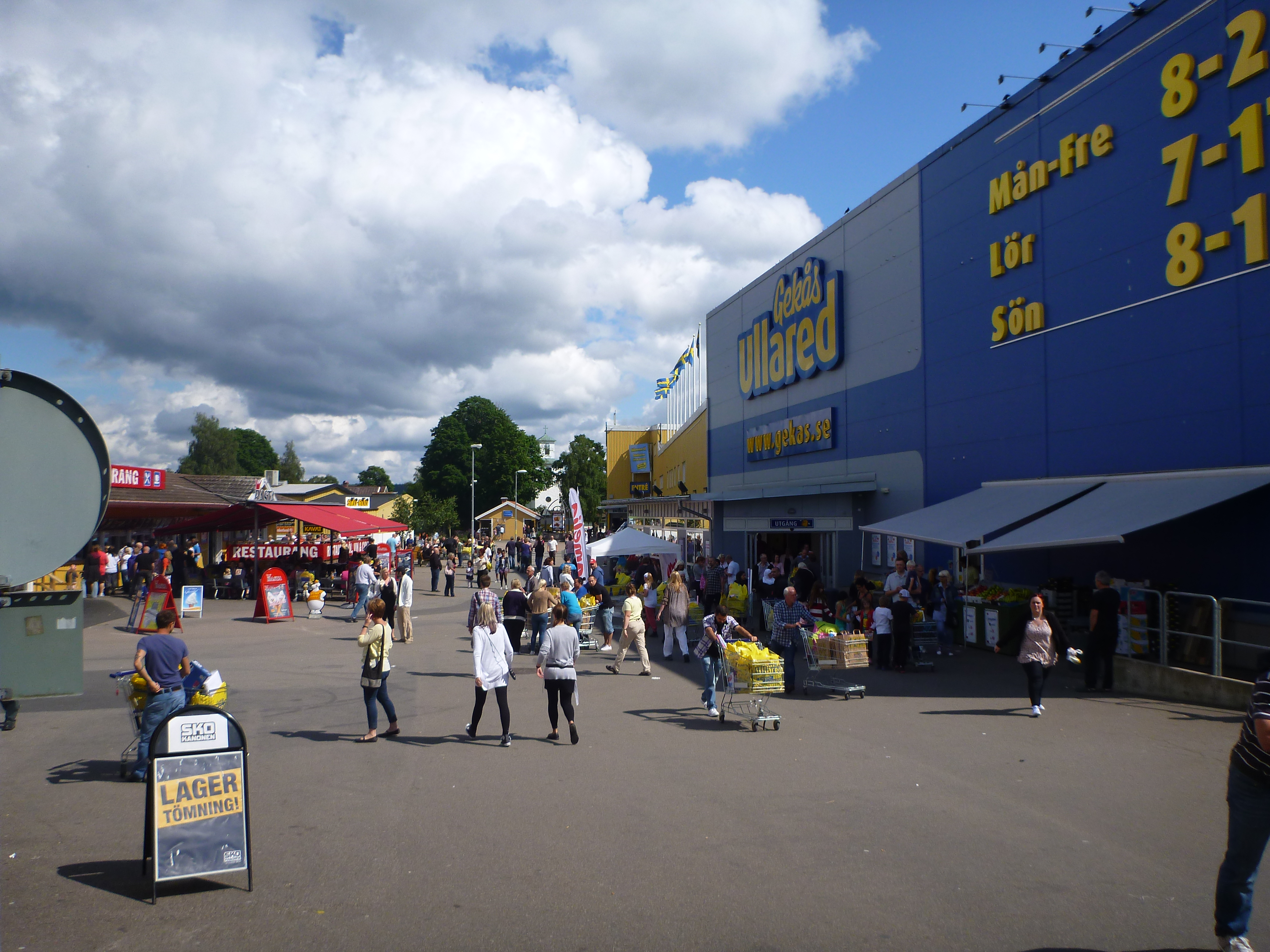
Vid Ullareds varuhus 2012.
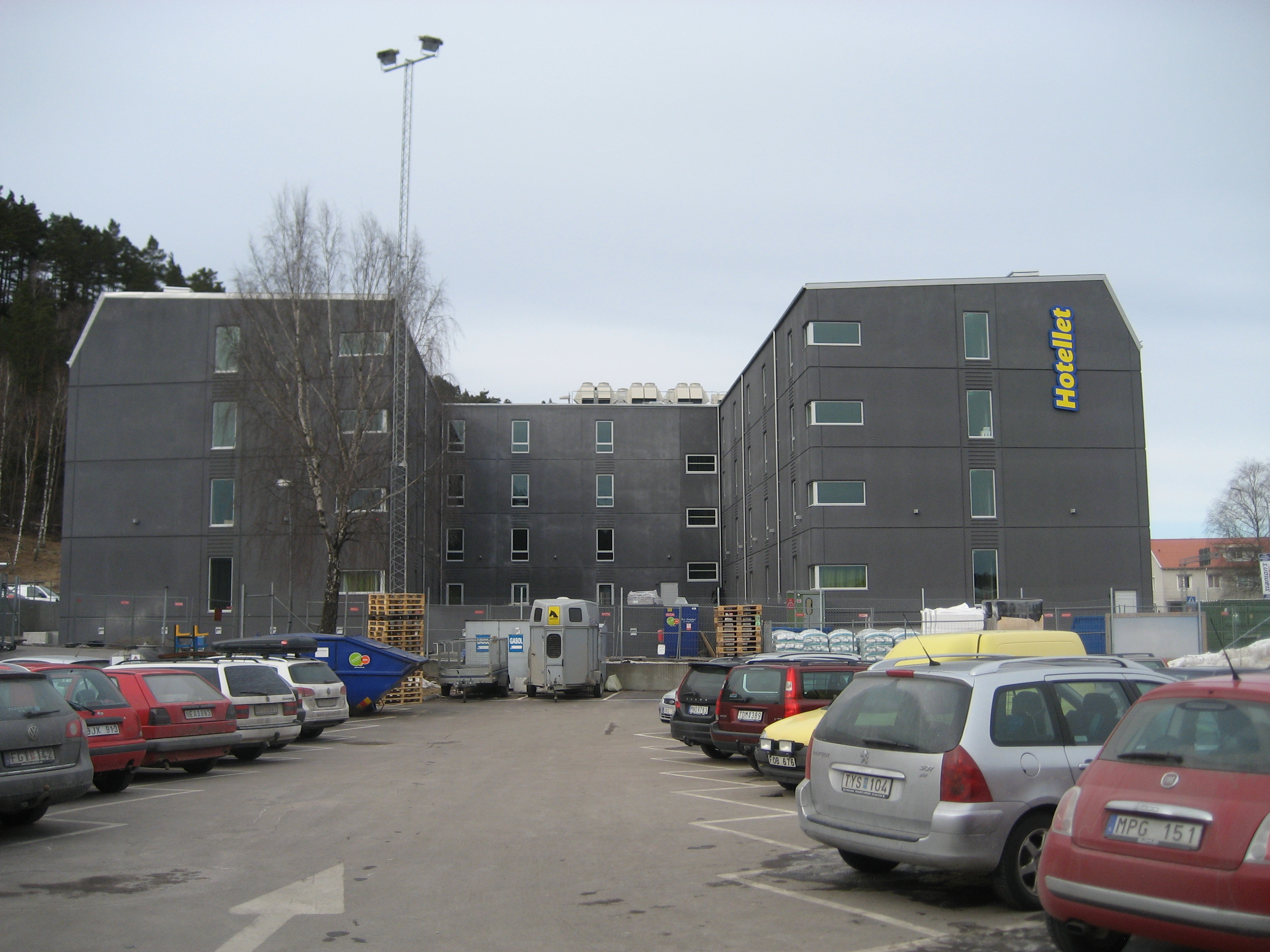
Ullareds hotell, 2013.
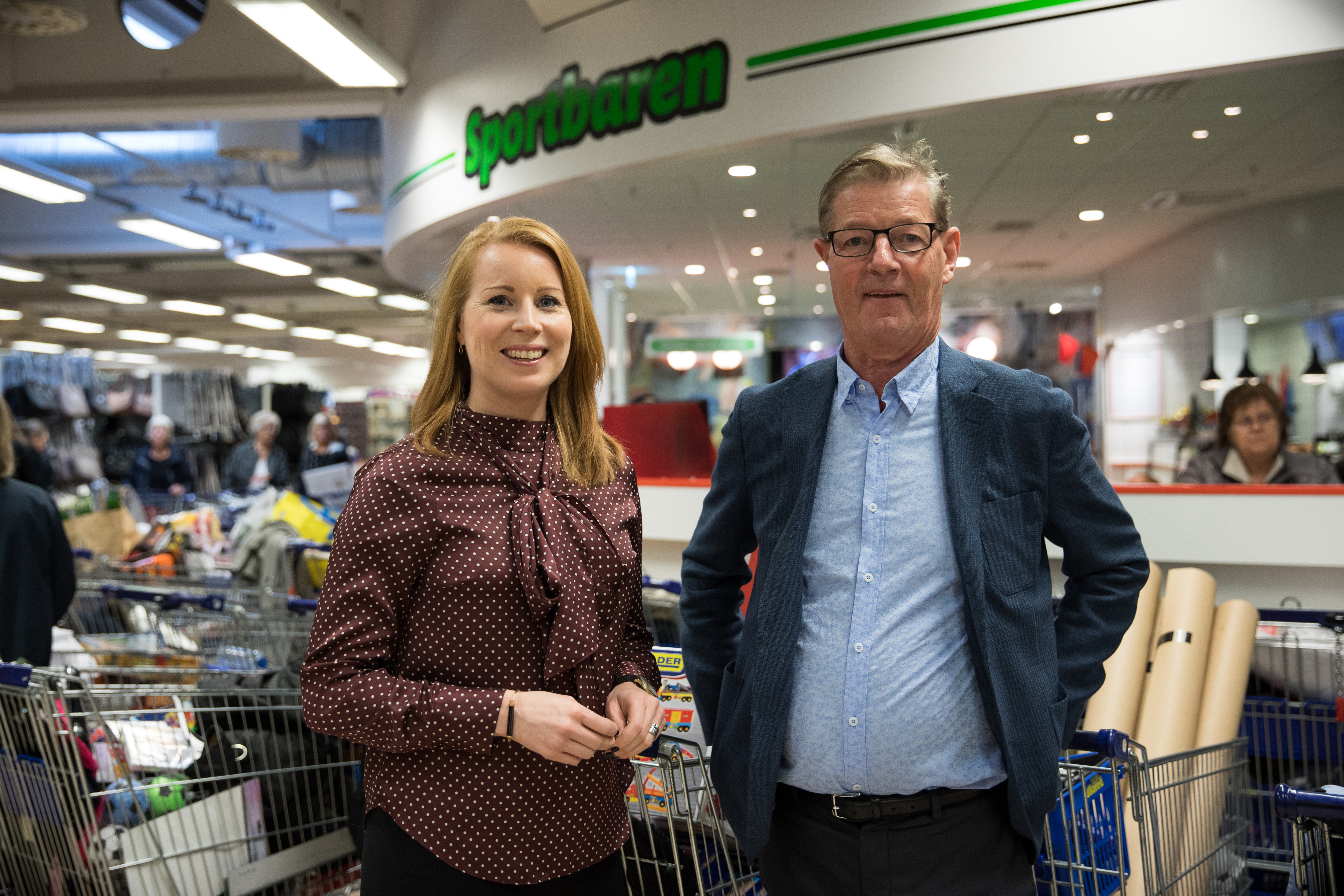
Annie Lööf och dåvarande VD Boris Lennerhov vid dåvarande Sportbaren, år 2017.
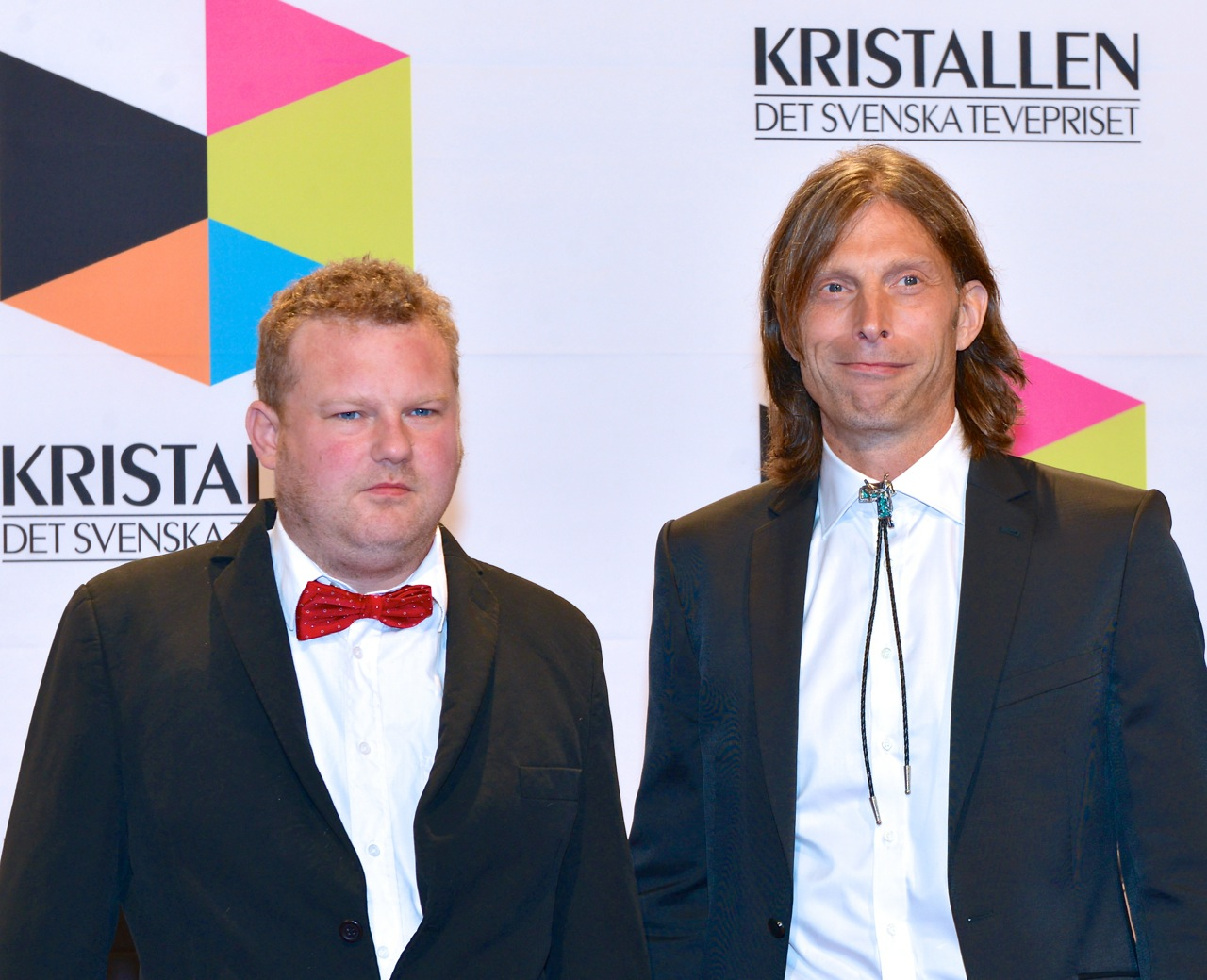
Morgan och Ola-Conny arbetar i varuhuset, och har blivit profiler genom tv-serien.
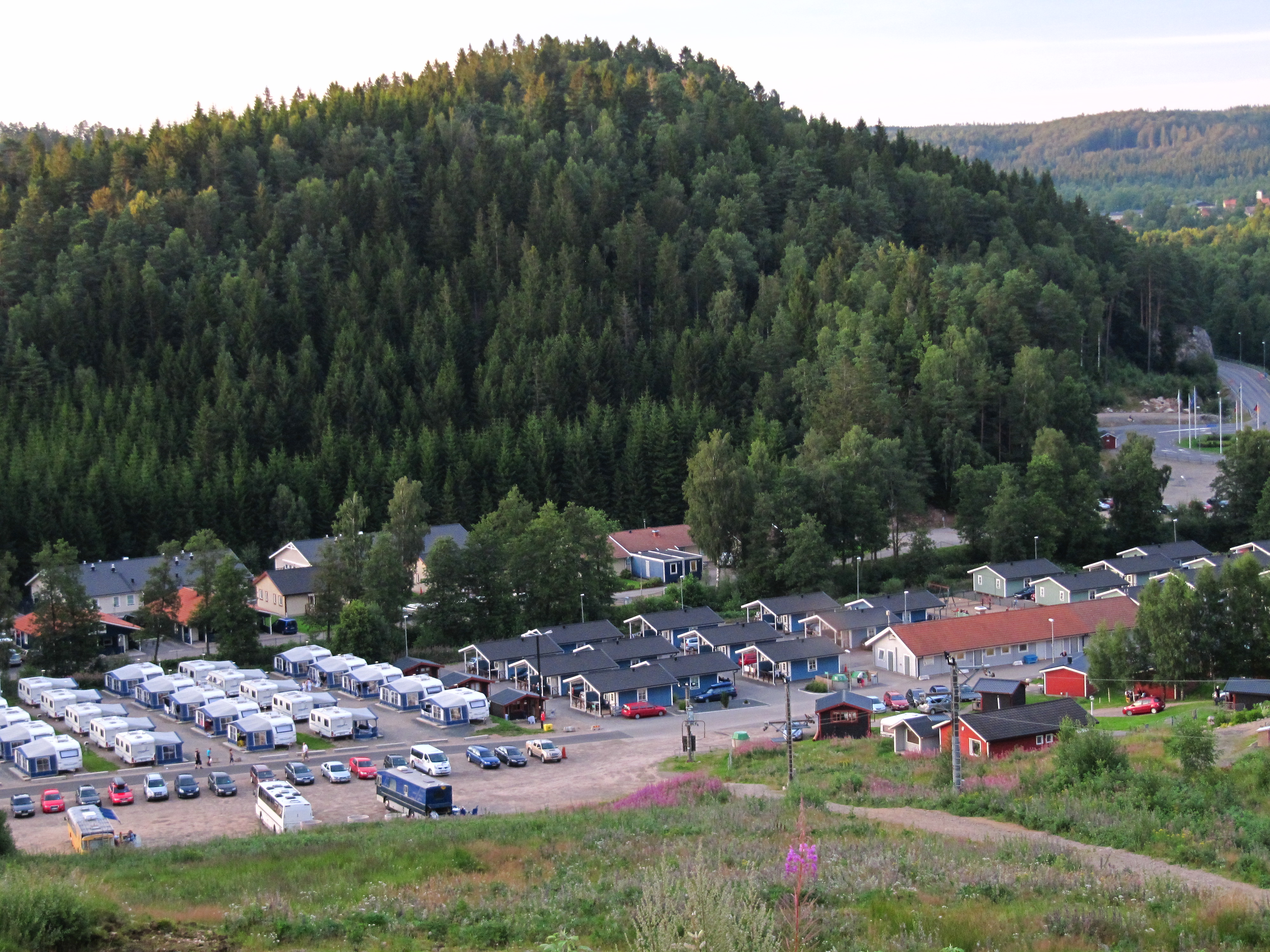
Gekås äger även campingen i Ullared.
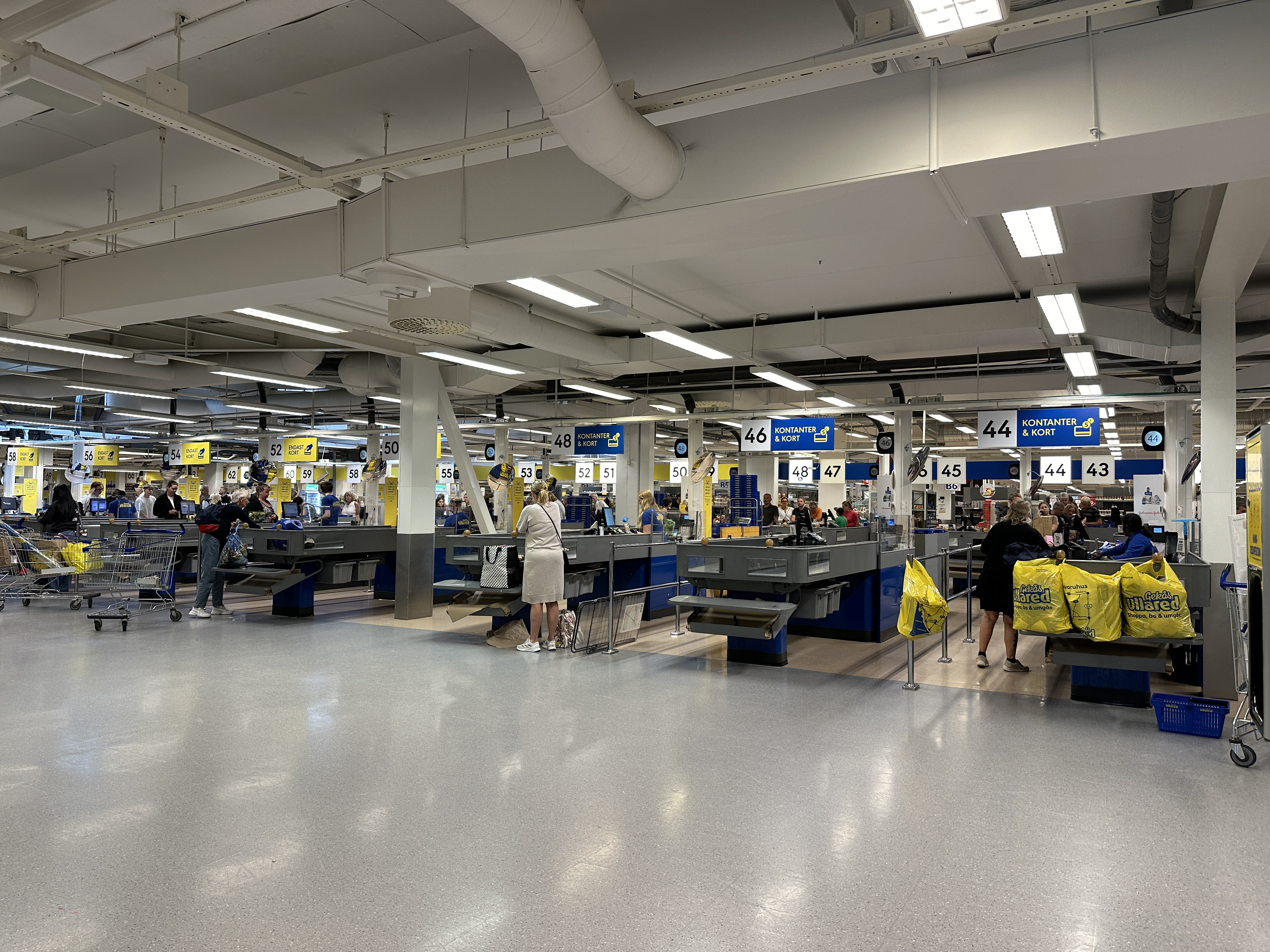
Kassaområdet inne på varuhuset i juli 2024.
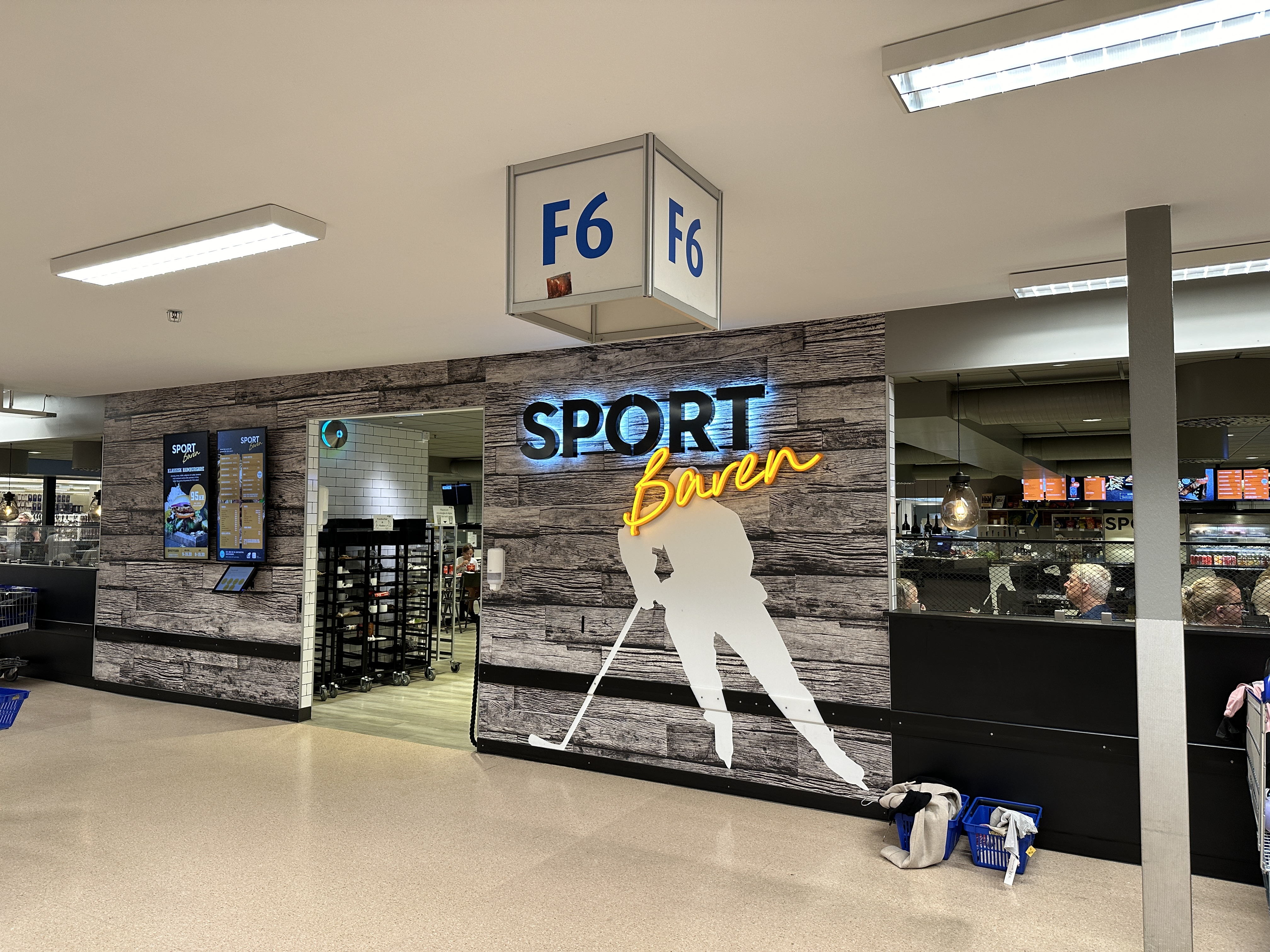
Gekås sportbar, 2024.